# Nana Opoku Ampomah
Pour les articles homonymes, voir Opoku.
Nana Opoku Ampomah, né le 2 janvier 1996, est un footballeur international ghanéen. Il évolue au poste d'ailier gauche.